# Menatalá Medhat
Menatalá Medhat es una deportista egipcia que compite en taekwondo. Ganó una medalla de plata en el Campeonato Africano de Taekwondo de 2021 en la categoría de –53 kg.

## Palmarés internacional
| Campeonato Africano | Campeonato Africano | Campeonato Africano | Campeonato Africano |
| Año                 | Lugar               | Medalla             | Categoría           |
| ------------------- | ------------------- | ------------------- | ------------------- |
| 2021                | Dakar (Senegal)     | Medalla de plata    | –53 kg              |